# Történeti Könyvtár
A Történeti Könyvtár, későbbi nevén Történelmi Könyvtár egy nagy terjedelmű 19. század végi magyar tudományos–ismeretterjesztő könyv sorozat. A sorozat a következő köteteket tartalmazta:
- 1. Jósika Miklós után. Hunyady Mátyás király története. (112 l.) 1871
- 2. Lázár Gyula. Washington élete. Élet- és jellemrajz. (118 l.) 1872
- 3. Áldor Imre. Mohammed élete. (112 l.) 1874
- 4. Áldor Imre. A nagy Napoleon császár története. (126 l.) 1874
- 5. Áldor Imre. Nagy Sándor és kora. (112 l.) 1875
- 6. Vértessy Arnold. Nero s az első keresztyén-üldözés. (111 l.) 1875
- 7. Áldor Imre. XII. Károly svéd király története. (128 l.) 1875
- 8. Áldor Imre. Nagy Péter, a minden oroszok czárja. (120 l.) 1875
- 9. Áldor Imre. Nagy Frigyes élete. (120 l.) 1875
- 10. Áldor Imre. Karthago, vagy egy világváros története. (110 l.) 1875
- 11. Áldor Imre. Hősök és hódítók, vagy Mohammed utódai. (120 l.) 1875
- 12. Áldor Imre. Medicsi Lőrincz. (112 l.) 1875
- 12. Jósika Miklós. Hunyadi Mátyás király története. 2. kiad. (112 l.) 1883
- 13. Áldor Imre. József császár, vagyis egy emberbarát a trónon. (112 l.) 1876
- 14. Áldor Imre. Hunyadi János és kora. (128 l.) 1876
- 15. Áldor Imre. Attila hun király története. (96 l.) 1876
- 16. Áldor Imre. Két Rákóczyné. (112 l.) 1876
- 17. Áldor Imre. Korona és vérpad, vagy Stuart Mária története. (108 l.) 1876
- 18. Toldy László dr. Árpád és a magyarok letelepedése. A legjobb hazai történetirók nyomán. (112 l.) 1876
- 19. Áldor Imre. Magyar nemzeti vértanuk. (104 l.) 1876
- 20. Csukássy József. Bismarck. Élet- és jellemrajz. (111 l.) 1876
- 21. Áldor Imre. Columbus Kristóf. (118 l.) 1876
- 22. Áldor Imre. Nagy Károly római császár története. (96 l.) 1876
- 23. Áldor Imre. Hun utódok, vagy az avar birodalom története. (95 l.) 1876
- 24. Toldy László dr. Szent László kiály élete. A legjelesebb honi történetirók felhasználásával. (112 l.) 1876
- 25. Áldor Imre. Széchenyi István gróf vagy Magyarország ujjászületése. (118 l.) 1876
- 26. Vértesi Arnold. Julius Caesar története. (111 l.) 1876
- 27. Áldor Imre. V. Károly császár vagy trónról a kolostorba. (103 l.) 1876
- 28. Áldor Imre. XIV. Lajos vagy Francziaország aranykora. (120 l.) 1876
- 29. Nagy István. Cromwell Olivér és az angol forradalom. (112 l.) 1876
- 30. Toldy László dr. A régi magyarok miveltségének története hazai kútforrások felhasználásával. (112 l.) 1877
- 31. Áldor Imre. Az első magyar király. (112 l.) 1877
- 32. Áldor Imre. Lengyelország végnapjai. (110 l.) 1877
- 33. Áldor Imre. Orániai Vilmos, vagy istenért és a hazáért. (112 l.) 1877
- 34. Áldor Imre. Erdély aranykora. (112 l.) 1877
- 35. Áldor Imre. Nagy Constantin császár. (110 l.) 1877
- 36. Áldor Imre. Kereszt és félhold, vagy a mórok Spanyolországban. (120 l.) 1877
- 37. Áldor Imre. Augusztus római császár története. (112 l.) 1877
- 38. Toldy László dr. Nagy Lajos király uralkodása. Hazai történetirók nyomán. (111 l.) 1877
- 39. Áldor Imre. Róma alapitása és hőskore. (120 l.) 1877
- 40. Vértesi Arnold. A svájczi szabad köztársaság alapitása. (112 l.) 1877
- 41. Vértesi Arnold. A rőtszakállu Frigyes császár története. (112 l.) 1878
- 42. Lázár Gyula dr. A normannok. Történelmi rajz. (112 l.) 1878
- 43. Sebestyén Gyula. Zrinyi Miklós a szigetvári hős életének története. (124 l.) 1878
- 44. Lázár Gyula. dr. Velencze alapitása és fénykora. (120 l.) 1878
- 45. Áldor Imre. A franczia forradalom története. (112 l.) 1878
- 46. Áldor Imre. A rémuralom története. (112 l.) 1878
- 47. Lázár Gyula dr. A régi Egyptom története és miveltsége. (136 l.) 1878
- 48. Áldor Imre. Görögország története Nagy Sándorig. (120 l.) 1878
- 49. Lázár Gyula dr. India története. (124 l.) 1878
- 50. Lázár Gyula dr. Kyros és a régi perzsák története. (120 l.) 1878
- 51. Lázár Gyula dr. Phoenika története. (118 l.) 1878
- 52. Áldor Imre. Kossuth Lajos élete és pályája. (158 l.) 1878
- 53. Lázár Gyula dr. Lykurgos és Solon vagy két törvényhozó az ó-korból. (128 l.) 1878
- 54. Lázár Gyula dr. Gustav Adolf, egy hős a trónon. (120 l.) 1878
- 55. Vértesi Arnold. III. Napoleon. (110 l.) 1878
- 56. Lázár Gyula dr. II. Katalin czárnő élete. (123 l.) 1878
- 57. Lázár Gyula dr. Jeanne d’Arc, az orleansi szüz története. (112 l.) 1878
- 58. Áldor Imre. Deák Ferencz élete. (120 l.) 1878
- 59. Áldor Imre. Az 1848–49-iki szabadsághacz története. (108 l.) 1878
- 60. Lázár Gyula dr. Asogria és Babylonia és a két legrégibb világváros Ninive és Babylon története. (103 l.) 1879
- 61. Lázár Gyula dr. A keresztes háborúk története. (111 l.) 1879
- 62. Áldor Imre. II. vagy Jeruzsálemi Endre magyar király. (112 l.) 1879
- 63. Lázár Gyula dr. Erzsébet angol királynő és kora. (112 l.) 1879
- 64. Lázár Gyula dr. Az ozmán birodalom fénykora és hanyatlása. (110 l.) 1879
- 65. Lázár Gyula dr. Khina és Japán. Történelmi és mivelődési rajz. (110 l.) 1879
- 66. Lázár Gyula dr. A népvándorlás története. (111 l.) 1879
- 67. Áldor Imre. II. Lajos kora. (107 l.) 1879
- 68. Áldor Imre. IV. Béla s a tatárjárás. (106 l.) 1879
- 69. Lázár Gyula dr. Fiume, a magyar korona gyöngye. (109 l.) 1880
- 70. Lázár Gyula dr. Castriota György. (Iszkander bég) és az albán szabadságharcz. (125 l.) 1880
- 71. Toldy László dr. Képek Görögország fénykorából. (110 l.) 1880
- 72. Lázár Gyula dr. A görög függetlenségi harcz történetének vázlata. (112 l.) 1881
- 73. Lázár Gyula dr. Mária Terézia és kora. (110 l.) 1881
- 74. Toldy László dr. Magyarország miveltségi állapota az Anjou-királyok korában. (112 l.) 1882
- 75. Lázár Gyula dr. Mária Lujza a francziák császárnéja. Jellemrajz. (112 l.) 1883
- 76. Lázár Gyula dr. Kálmán király és kora. Mivelődéstörténelmi rajz. (112 l.) 1883
- 77. Lázár Gyula dr. Eugen, savoyai herczeg. Élet- és jellemrajz. (111 l.) 1883
- 78. Ballagi Béla dr. Az éjszakamerikai Egyesült Államok megalapitása. (135 l.) 1885
- 79. Tóth Pál. Lorántffy Zsuzsánna. Élet és jellemrajz. (74 l.) 1885
- 80. Gyürky Ödön. Salamon magyar király. (79 l.) 1885
- 81. Budavára visszavétele. Irta egy szemtanú. Angolból forditotta, előszóval és jegyzetekkel ellátta Deák Farkas. (8-r. 144 l.) 1899
- 82. Vajda Emil. Komárom hőse. (184 l.)
- 83. Bod Péter. Perikles. Élet- és jellemrajz Athéne fénykorából. 25 képpel. (86 l.) 1899
- 84. Lázár Gyula. Dzsengisz-khán és a tatár uralom megalapitása. (99 l.)
- 85. Áldor Imre. Dózsa György és a parasztlázadás 1514-ben. (144 l.) 1899
- 86. Diaz Bernal. Cortez Fernandó, Mexikó meghóditója. Elmeséli Gaal Mózes. (124 l.) 1899
- 87. Varga Ottó. A tíz szobor. Számos képpel. (110 l.) 1899
- 88. Gaal Mózes. Petőfi Sándor élete. Számos képpel. (112 l.) 1899
- 89. Gaal Mózes. Árpád utódai. A vezérek korának története. (98 l.) 1900
- 90. Gaal Mózes. Gróf Benyovszky Móric élete és viszontagságai. Számos képpel. 4. kiadás. (128 l.)
- 91. Gaal József. Rontó Pál élete és viszontagságai. 4. kiadás. Számos képpel. (115 l.)
- 92. Király Pál. Dácia története. Számos képpel. (128 l.)